# Villa Helga
La Villa Helga és una obra de Parets del Vallès (Vallès Oriental) inclosa a l'Inventari del Patrimoni Arquitectònic de Catalunya.

## Descripció
Es tracta d'una casa aïllada, fent cantonada, amb jardí. És de planta concentrada i consta de quatre cossos de diferents alçades, un d'ells de planta baixa amb coberta a dos vessants, limitada per un ampli arc de punt rodó que emfasitza l'entrada. El cos de migdia ponent és de planta poligonal i baixa amb coberta de terrat. L'edificació es distribueix en planta baixa i pis. La coberta és complexa, amb teula àrab, les tres vessants acaben amb una treballada imbricació de peces ceràmiques vistes. Els buits de les façanes estan emmarcats amb brancals i llinda plana de pedra. Les façanes estan arrebossades i pintades de color blanc.
La tanca és de reixa de ferro amb barrots verticals recolzada en un sòcol de paredat i pilars de secció quadrada recolzats en el sòcol.

## Història
L'abril de 1945 Felipa López de Roa demana permís per a construir una casa i una tanca al carrer Alfons XIII cantonada amb el carrer Santa Teresa (l'actual carrer Onze Setembre).